# Pancsüani csata
A pancsüan (banquan)i csata (egyszerűsített kínai: 阪泉之战; hagyományos kínai: 阪泉之戰; pinjin: Bǎnquán zhī zhàn) időszámításunk előtt a 26. században zajlott le, és ez volt a kínai történelem első olyan ütközete, melyről Sze-ma Csien (Sima Qian) A történetíró feljegyzései című műve beszámol. A csatát Huang-ti (Huangdi), a Sárga Császár és Jen-ti (Yandi) 炎帝, a Láng Császár vívta egymás között. A pancsuan (banquan)i csata lehet, hogy csak egy három csatából álló sorozat harmadik tagjára utal. A Sárga Császár ezután a csata után küzdött Cse Juval (Chi Youval) 蚩尤 a csolui (zhoului) csatában. A két ütközet időben és térben is közel esett egymáshoz, és a Sárga Császár mindkettőben megütközött. A legenda szerint a pancsüani (banquani) csatánál jött létre a hua-hszia (huaxia) törzs, a mai han kínai civilizáció őse.
A csatáról a többi, korabeli hasonló eseményhez hasonlóan nem sokat lehet tudni. Ezeket mind a mitológia köde takarja el. Így sok vita van arról, pontosan hogyan is zajlott le az összecsapás.
A sen-nung (shennong) 神农 törzs azokból a nyugati törzsekből alakult ki, akik nyugatról vándoroltak be az Észak-kínai Alföldre. Generációkkal később a törzs összetűzésbe került más, szintén terjeszkedő törzsekkel. Ilyen volt többek között a Cse Ju (Chi You) vezette hmongok és a Sárga Császár vezette ju-hsziungok (youxiongok). Mikor Jen császár (Yan császár) úgy döntött, megtámadja a közelben lakó törzseket, ők a Sárga Császárhoz fordultak, aki a segítségükre sietett.
A  medve (熊), a barna medve (羆), a róka (貔), a bátorság (貅), a csu (chu) (貙) és a tigris (虎) totemje alatt vonuló ju-hsziung (youxiong) hadsereg és a sen-nung (shennong) csapat Pancsüan (Banquan) városánál találkoztak.  Ez volt a kínai történelem első nagyobb méretű ütközete. Három nagyobb ütközet után a sen-nung (shennong) csapatok elvesztették a következő csatát, majd szövetséget kötöttek a Sárga Császárral. Ezután a két nagyobb törzs megalakította az egységes hua-hszia (huaxia) törzset, majd a környező népeket magába olvasztotta.
Az egyre inkább terjeszkedő hua-hszia (huaxia) törzs haragra gerjesztette Cse Ju (Chi You)t, mert megtámadták sen-nung (shennong) területét. Erre válaszul a hua-hszia (huaxia) törzs a csolui csatában (zhoului csatában) megtámadta Cse Ju (Chi You) seregeit, és győzelmet arattak felettük. Ezután már a hua-hszia (huaxia) törzs nép akadály nélkül terjeszkedhetett. Ebből alakult ki a ma ismert han kínai civilizáció. Ennek emlékére a kínaiak mind a mai napig Jen (Yan) és Huang leszármazottainak tekintik magukat.

## A csata helyszíne
Pancsuani (Banquani) pontos helye mind a mai napig vitatott. Három lehetséges helyszínről szoktak beszélni.
1. Csolutól (Zhoulutól) délkeletre, Hopej (Hebei) tartományban.
2. Pancsüan (Banquan) falu Pekingnél Jenhszingnél (Yanxingnél)
3. Csiecsou ( Jiezhou) városa Sanhszi (Shanxi) Jüncseng (Yuncheng) városa

A három fentebb említett helyszín közül a harmadik tűnik a leghihetőbbnek. Az első két helyszínhez mindkét csapatnak sokat kellett volna észak felé haladnia. Ez nem volna praktikus megoldás.
Azonban az is elképzelhető, hogy mind a három hely valóságos hadszíntér volt. Konfuciusz és Sze-ma Csien (Sima Qian) is egyetért abban, hogy ez nem egy csata, hanem csaták sorozata volt. Huang-ti (Huangdi) és Jen-ti (Yandi) háromszor csapott össze egymással. Ezután Huang-ti (Huangdi), valamint szövetséges hercegei és fejedelmei Cse Ju (Chi You)val. Ez ahhoz a csatához közel játszódott le, ahol Huang-ti (Huangdi) győzelmet aratott Jan-ti (Yandi) felett. Úgy tűnik, a három csatából álló sorozatot szokták pancsüani (banquani) csatának nevezni. Az utóbbi pedig a csolui (zhoului) csata.